# Minna Cauer
Wilhelmina Theodore Marie Schelle, més coneguda com a Minna Cauer (Freyenstein, Alemanya, 1 de novembre de 1841– Berlín, 3 d'agost de 1922) fou una pedagoga, periodista i escriptora feminista alemanya. Filla d'Alexander Schelle, un ministre luterà, i Juliane Wolfschmidt Schelle.